# Jabez Bryce
Jabez Leslie Bryce (ur. 1935, zm. 11 lutego 2010) – polinezyjski duchowny anglikański, arcybiskup i prymas Tikangii Polinezji Kościoła Anglikańskiego Aotearoi, Nowej Zelandii i Polinezji.
Urodził się w Królestwie Tonga, ale w młodości mieszkał na Samoa skąd pochodził jego ojciec. Ukończył studia teologiczne na St. John’s College w Auckland. 
Od 1960 roku mieszkał na Fidżi. W 1962 został ordynowany duchownym Prowincji Nowej Zelandii. W 1975 roku został wybrany i konsekrowany  pierwszym anglikańskim biskupem wywodzącym się z rdzennej ludności Polinezji. 
Jako ordynariusz diecezji Polinezji rezydował w Suvie. W 2006 roku został podniesiony do godności arcybiskupa. Objął również funkcję koadiutora arcybiskupa Nowej Zelandii. W 2008 roku jako prymas stanął na czele duchowieństwa Tikangii Polinezji. W 2008 roku koronował króla Tonga, Jerzego Tupou V.
Uczestniczył w pracach organizacji ekumenicznych Światowej Rady Kościołów i Konferencji Kościołów Pacyfiku. Sprzeciwiał się francuskim próbom z bronią nuklearną na Mururoa. Był w opozycji do zamachów stanu na Fidżi w 2000 i 2006 roku.